# 2672 Písek
A 2672 Písek (ideiglenes jelöléssel 1979 KC) a Naprendszer kisbolygóövében található aszteroida. J. Kveton fedezte fel 1979. május 31-én.